# Richard Herley
Richard Herley  (geb. 1950 in Watford, England, Vereinigtes Königreich) ist ein britischer Autor.

## Leben
Richard Herley wurde 1950 in Watford in England geboren. Er erwarb seine Ausbildung an der Watford Boys’ Grammar School und der Universität Sussex, wo er Biologie studierte. Kurz vor seiner Abschlussprüfungen beschloss er, Schriftsteller zu werden.
Er ist insbesondere bekannt für seinen futuristischen Thriller The Penal Colony (1987; dt. Die Strafkolonie), der die Grundlage für den Film No Escape (1994; dt. Flucht aus Absolom) mit Ray Liotta in der Hauptrolle bildete. In dem Roman Die Strafkolonie wird die Fiktion eines möglichen zukünftigen Sanktionssystems für Straftäter beschrieben.

## Publikationen (Auswahl)
- The Stone Arrow. 1978 (ausgezeichnet mit dem Winifred Holtby Memorial Prize[4] der Royal Society of Literature in London)
- The Flint Lord. 1981
- The Earth Goddess. 1986
- The Penal Colony. 1987
  - Die Strafkolonie; Science-Fiction-Roman. Aus dem Englischen übersetzt von Reinhard Heinz. München: Wilhelm Heyne, 1991, ISBN 3-453-04467-3
  - Flucht aus Absolom. Der Roman zum Film. Deutsch von Cécile G. Lecaux. Bastei-Verlag Lübbe, Bergisch Gladbach 1994, ISBN 3-404-13636-5